# Празднование Нового года в период Великой Отечественной войны

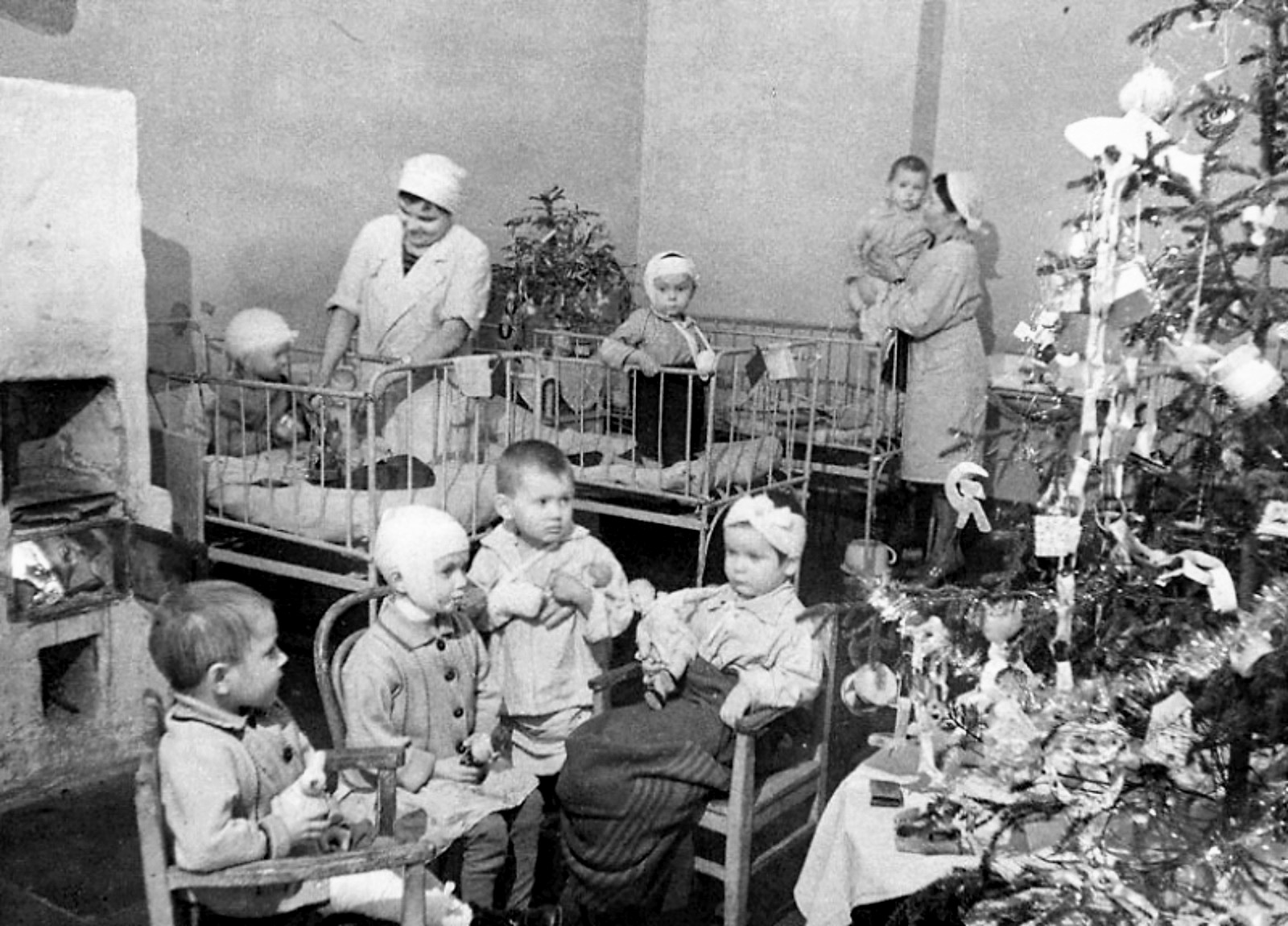
Новогодняя ёлка в хирургическом отделении детской больницы блокадного Ленинграда, 1942

Новый год в период Великой Отечественной войны праздновался советскими гражданами и на фронте, и в тылу. Праздник отмечался в СССР с 1 января 1936 года, вытеснив традиционное празднование Рождества и частично позаимствовав его символику. В условиях военных лишений праздничные атрибуты претерпели изменения; роль новогодней ели за неимением иного могли выполнять другие деревья, например, клён или вяз, а ёлочные украшения изготавливались из подручных материалов: бинтов, ваты, остатков ткани, проволоки, соломы и даже яичной скорлупы. Выпускавшиеся к Новому году иллюстрированные почтовые карточки сочетали в себе военную и праздничную тематику. Особенности проведения новогодних торжеств в действующей армии зависели от рода войск и условий боевой обстановки; важной частью фронтового новогоднего быта являлись посылки с подарками из тыла и «наркомовские 100 грамм» водки.

## Исторический контекст

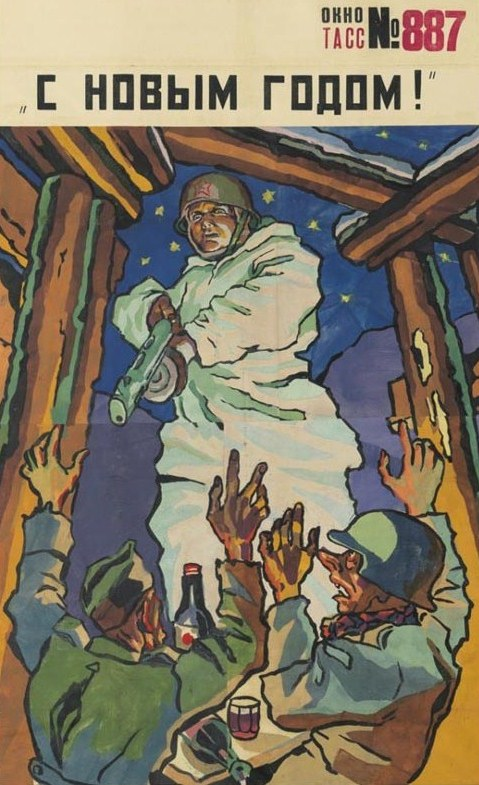
Окно ТАСС № 887: «С Новым годом!». 1943 год

После Октябрьской революции большевики изначально способствовали празднованию Нового года как общенародного коммунистического праздника. Завершение НЭПа было ознаменовано проведением активной государственной пропаганды как против Рождества, так и против Нового года. Официальные новогодние и рождественские торжества оказались под запретом как «буржуазные» и «поповские» пережитки.
Новый год в СССР вновь начал отмечаться в 1936 году, окончательно вытеснив празднование Рождества и частично позаимствовав его атрибуты, например, традицию установки праздничной ели. 28 декабря 1935 года в газете «Правда» была опубликована статья второго секретаря ЦК КП(б) Украины (1933—1937) П. П. Постышева «Давайте организуем к Новому году детям хорошую ёлку!» с призывом возродить празднование Нового года: «В дореволюционное время буржуазия и чиновники буржуазии всегда устраивали на Новый год своим детям ёлку… Почему у нас школы, детские дома, ясли, детские клубы, дворцы пионеров лишают этого прекрасного удовольствия ребятишек трудящихся Советской страны? Какие-то, не иначе как „левые“ загибщики ославили это детское развлечение как буржуазную затею». Уже на следующий день в «Правде» было опубликовано постановление секретаря ЦК ВЛКСМ А. В. Косарева о проведении комсомольцами и пионерами «новогодних ёлок» в школах, детских клубах и детских домах, а 1 января 1936 года газета вышла с размещённым на первой полосе поздравлением от И. В. Сталина.
22 июня 1941 года началась Великая Отечественная война: войска нацистской Германии и её европейских союзников в нарушение пакта о ненападении вторглись на территорию СССР. Война завершилась в мае 1945 годом победой Красной армии и капитуляцией Третьего рейха.

## Новый год на фронте

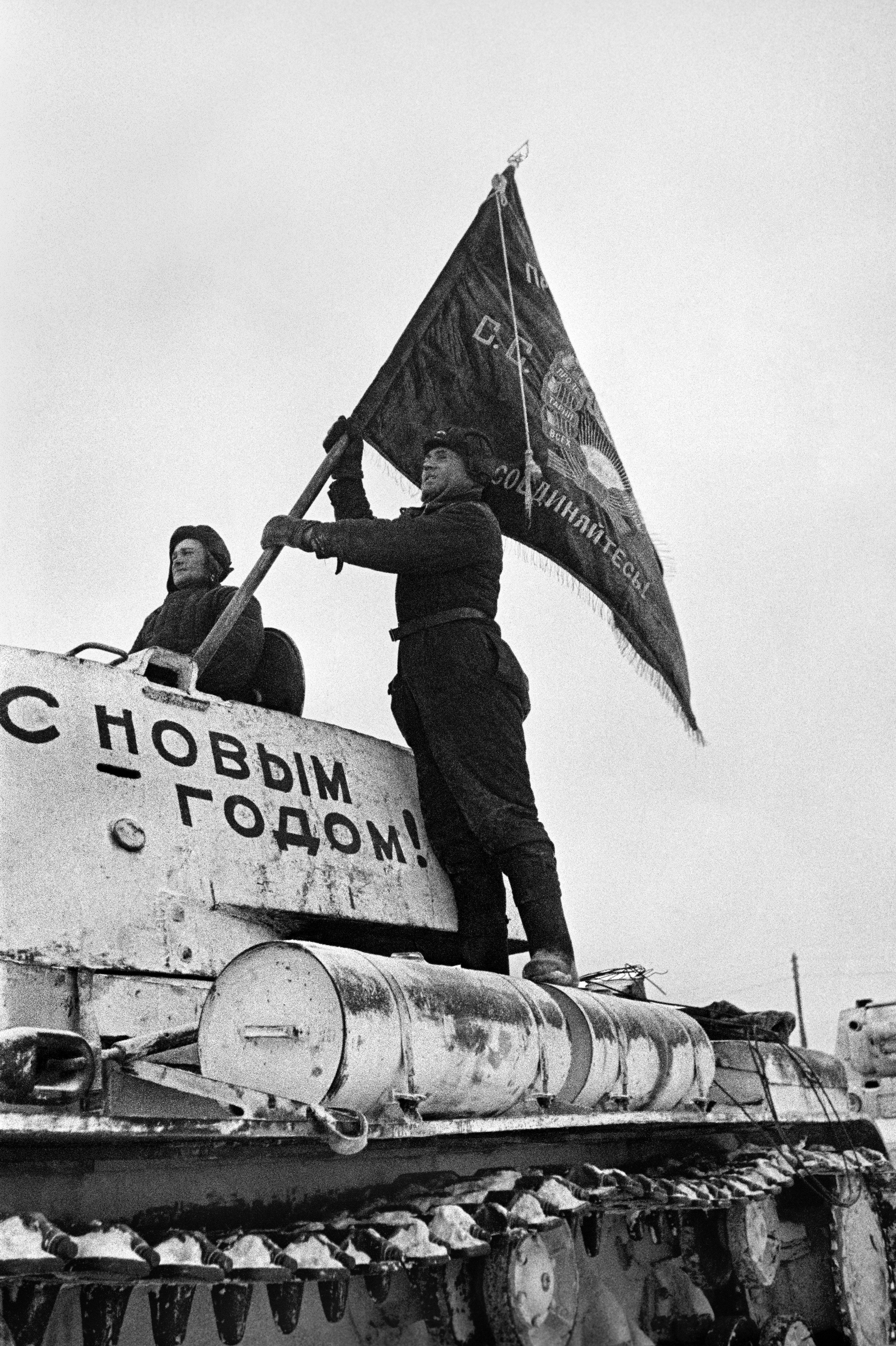
Советский танкист устанавливает знамя на танк КВ-1 с надписью «С Новым годом!», 31 декабря 1941 года

По словам историка, сотрудника Музея Победы Александра Михайлова, Новый год для военнослужащих Красной армии был очень важен и не позволял забыть, какой была мирная жизнь: «Несмотря на трудности бойцы на фронте, если появлялась возможность, обязательно ставили ёлку. Если не получалось найти игрушки, их делали из подручных материалов».
Фронтовики получали посылки из тыла, причём в подавляющем большинстве они не были стандартизированы и содержали в себе различные наборы вещей и припасов; жители городов и сёл отправляли на фронт канцтовары, предметы личной гигиены, папиросы, тёплые вещи. Зачастую, по словам Александра Михайлова, в подарок бойцам отправляли различные сладости, например, популярные карамельные конфеты «Раковые шейки» (производства Таганрогской кондитерской фабрики) и шоколадные батончики с начинкой (производства фабрики имени Крупской), а также папиросы («Кореиз», «Казбек», «Север», «Дукат», «Мотор», «Прибой» и др.). «Получая подобные подарки, солдаты на фронте чувствовали огромную моральную поддержку и заботу населения Советского Союза, которое в тылу делало всё возможное, чтобы облегчить жизнь солдат на передовой», подчёркивал Михайлов. От состава подарка зависела его упаковка — ящик или мешок; к примеру, если подарок был небольшим, он помещался в холщовый мешочек. На упаковке оставлялись разные девизы или надписи («Защитнику Родины», «Бойцу Красной Армии»).

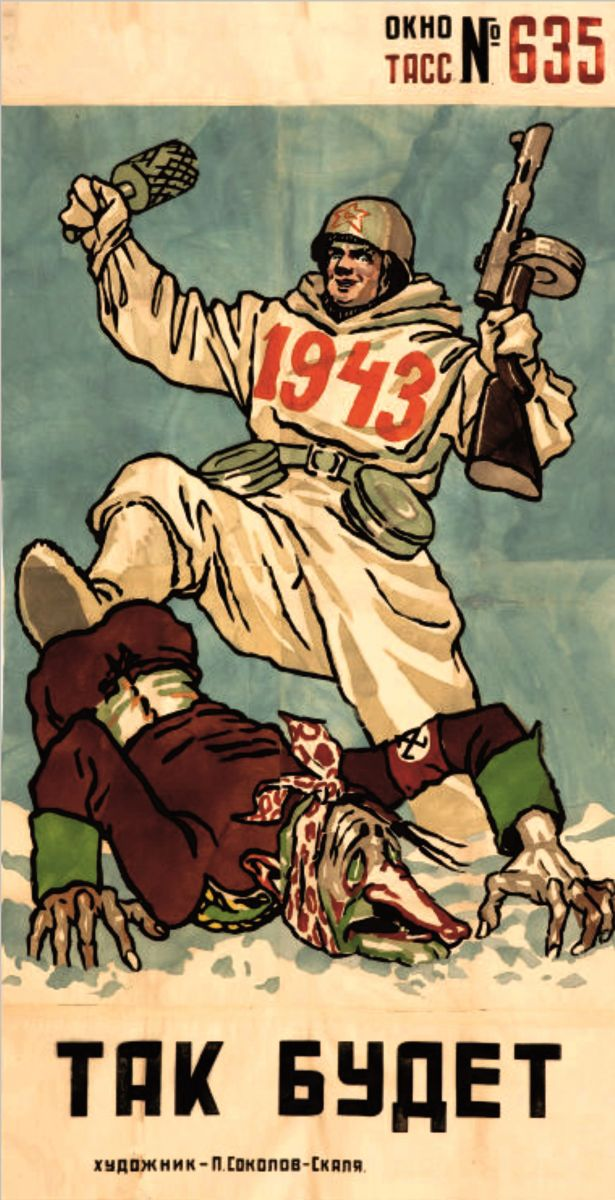
Окно ТАСС № 635: «Так будет». 1942 год

На Новый год (1 января), как и в другие праздничные дни, военнослужащим РККА в соответствии с Постановлением Государственного комитета обороны от 6 июня 1942 года «О порядке выдачи водки войскам действующей армии» выдавались 100 грамм водки. По словам кандидата исторических наук И. Г. Тажидиновой, фронтовики свободно писали домой о «ворошиловских 100 граммах» на Новый год.
Кандидат исторических наук А. Э. Ларионов приводит взятое из «Фронтового дневника» Н. Н. Иноземцева характерное описание празднования Нового года в подразделении, находящемся на передовой: «Днём 31 декабря еду… встречать Новый год. Клуб иллюминирован, в центре большая ёлка с игрушками, на сцене — традиционные цифры „1944“, сделанные из красных лампочек. Начинается концерт. Выступает хор… Гимнастический этюд Тарасенко… С диким криком и визгом появляется из зала Мезенцев в… клоунском костюме. На ремнях, верёвках и верёвочках тащит за собой дюжину собак всех мастей и размеров. Долго их рассаживает по голосам и „солистка“ собачьего хора Роза (фокстерьер начальника штаба) начинает завывать под губную гармошку Сержа Мезенцева. Номер проходит с огромным успехом. Несколько вещей Симонова читает Сафонов… Первое отделение кончилось. Во втором выступает трио с „Тиритомбой“ и украинскими песнями. Затем Лобов под аккомпанемент баяна исполняет „Офицерский вальс“ самую популярную вещь зимы 1944 г… <…> Завершается концерт „Красноармейским плясом“, мастерски поставленным Мезенцевым. Впечатление у всех от концерта, без преувеличения, — самое хорошее».
По словам Ларионова, при анализе указанного фрагмента необходимо учитывать, что описанное празднование Нового года происходило на завершающем этапе войны, когда «военный быт являлся отлаженным, фронтовая самодеятельность органично вписалась в его структуру». На начальном этапе войны, тем более в период отступлений и окружений, едва ли в войсках имелась возможность организовывать подобные масштабные праздники, подчёркивает историк. Отдельно Ларионов обращает внимание, что Н. Н. Иноземцев на момент написания отрывка являлся офицером артиллерии, причём уровня корпуса или Резерва Верховного Главнокомандования (РВГК): «Даже солдатский состав находился в частях РВГК на относительно привилегированном положении». По словам исследователя, подобные описания не встречаются в воспоминаниях пехотинцев, танкистов, войсковых разведчиков, миномётчиков батальонных и полковых миномётов, поскольку при той интенсивности и напряжённости боевых действий, а также высоких потерях, существовавших в перечисленных родах войск, у военнослужащих не было и не могло быть времени, сил и ресурсов «для организации отдыха и досуга на столь высоком уровне».

## Атрибуты

### Новогодняя ель и ёлочные украшения
Новогодняя ель являлась обязательным атрибутом Нового года и в годы войны. По возможности праздничные деревья, украшенные самодельными игрушками из подручных материалов, устанавливались даже бойцами действующей армии. В отсутствие елей украшались и другие деревья: доктор исторических наук, профессор Р. Р. Хисамутдинова в своей работе «Великая Отечественная война и повседневная жизнь сельского населения Чкаловской (Оренбургской) области» (2011) указывает, что вместо ёлки наряжаться могли клёны или вязы.
Ёлочные украшения, связанные с военной тематикой (танки, самолёты, оружие, а также фигурки солдат в динамичных позах, часто сопровождавшиеся игрушечными собаками) выпускались в СССР ещё перед началом Великой Отечественной войны; уже непосредственно в военные годы они также получили широчайшее распространение. В условиях военного дефицита изготавливались ёлочные игрушки из отходов производства, например, раскрашенной жести, тонкой проволоки, ниток, пузырьков от лекарств и старых электрических ламп накаливания. Применение находилось и материалам, оставшимся от пошива военной формы, например, погонам. Р. Р. Хисамутдинова упоминает о таких самодельных игрушках, изготавливавшихся в сельском местности Чкаловской области, как раскрашенные домики из соломы и птички из яичной скорлупы. Сохранялось производство праздничных игрушек из ваты, одним из самых популярных материалов, использовавшихся при изготовлении мягких украшений, был медицинский бинт. В производстве ёлочных украшений участвовали не только фабрики игрушек, но и непрофильные предприятия, в частности, танковые заводы.

### Почтовые карточки и открытки
В годы Великой Отечественной войны выпускались специальные новогодние почтовые карточки, сочетавшие в себе военные и праздничные мотивы; некоторые из них представлены в собрании почтовых карточек, содержащихся в фондах Музея современной истории России; так, в разгар битвы за Москву издательство «Искусство» выпустило поздравительные открытки тиражом 300 000 экземпляров.
Тематика карточек была различная: на них размещались репродукции батальной живописи, карикатур, плакатов, изображались подвиги советских военнослужащих, партизан, тружеников тыла, а также нетипичные сюжеты — например, Дед Мороз, изгоняющий нацистов.

## Комментарии
1. ↑  Цитируется А. Э. Ларионовым по изданию[7]: Иноземцев Н. Н. Фронтовой дневник / Сост. и  отв. ред. М. М. Максимова. — 2-е изд., доп. и перераб. — М.: Наука, 2005. — 518 с.
2. ↑  А. Э. Ларионов указывает, что Н. Н. Иноземцев, видимо, допустил описку: «По хронологии дневника и описываемых в нём событий, встречали именно 1945 год».